# USS Monterey (CVL-26)
«Монтерей» (англ. USS Monterey (CVL-26)) — легкий авіаносець США типу «Індепенденс».

## Історія створення
Закладений 29 грудня 1941 року як крейсер типу «Клівленд» (англ. «Cleveland») під назвою «Дейтон» (англ. «Dayton» (CL-78)). Спущений на воду 28 лютого 1943 року. 31 березня 1943 року перезамовлений як авіаносець і тоді ж перейменований на «Монтерей». Вступив у стрій 17 червня 1943 року.

## Історія служби

### Друга світова війна
Діяв у складі флоту з 10 листопада 1943 року (авіагрупа CVGL-30). Забезпечував висадку на Острови Гілберта (13.11 — 08.12.1943), брав участь у рейді на Кавієнг (25.12.1943 — 14.01.1944), прикривав десант на Маршаллові острови (29.01 — 26.02.1944) та на Нову Гвінею (21—29.04.1944), завдавав ударів по японських базах на островах Палау (30.03 — 01.04.1944) та Трук (29—30.04.1944).
29 травня 1944 року прийняв авіагрупу CVGL-28. Брав участь у ряді десантних операцій (11—23.06.1944; 04—05.07.1944; 21.07 — 05.08.1944) та битві у Філіппінському морі (19—20.06.1944), потім у забезпеченні висадки десантів на Західні Каролінські острови (28.08 — 24.09.1944).
Атакував японські аеродроми на островах Рюкю, Формоза та Лусон (10—19.10.1944), прикривав десант у затоці Лейте (20—22.10.1944; 26.10 — 27.11.1944).
Брав участь у рейді на аеродроми Лусона (11—18.12.1944).
18 грудня 1944 року, перебувавши на схід від Філіппін, зазнав штормових пошкоджень. Внаслідок зіткнення літаків у ангарі виникла невелика пожежа. Авіаносець вирушив на ремонт.
26 квітня 1945 року прийняв у Перл-Харборі авіагрупу CVGL-34 і з травня по 13 червня брав участь у битві за Окінаву.
Завдавав фінальних ударів по Токіо, Нагої, Куре, Майдзуру та острову Хоккайдо (10—18 та 24—30.07; 09—15.08.1945).
За роки війни винищувачі «Монтерея» збили 124 японські літаки.

### Післявоєнна служба
3 11 лютого 1947 року виведений у резерв. Після початку Корейської війни 19 вересня 1950 року виведений з резерву та перетворений на навчальний авіаносець. З січня 1956 року знову в резерві. З травня 1959 року — авіатранспорт AVT-2. Зданий за злам 1 червня 1970 року.

## Цікаві факти
Під час другої світової війни на авіаносці «Монтерей» служив Джеральд Форд, майбутній Президент США.